# Xã Charlestown, Quận Portage, Ohio
Xã Charlestown (tiếng Anh: Charlestown Township) là một xã thuộc quận Portage, tiểu bang Ohio, Hoa Kỳ. Năm 2010, dân số của xã này là 1.799 người.